# Müslüm Aslan
Müslüm Aslan (Mardin, 25 aprile 1974) è un poeta curdo con cittadinanza turca.
È nato nel distretto di Nusaybin, nella provincia di Mardin. Ha pubblicato cinque raccolte di poesie fino ad oggi; la più recente, intitolata Nefel, è stata pubblicata nel 2024.
Ha completato la scuola primaria e secondaria a 
Nusaybin,nella provincia di Mardin. Gli anni '90 furono un periodo di forti tensioni politiche nella regione, e Aslan ne fu direttamente coinvolto. Venne arrestato e incarcerato per motivi politici.
Rimase detenuto per dieci anni, fino al 2001, in diverse città della Turchia in qualità di prigioniero politico, in particolare a Diyarbakır, Çankırı e Maraş.
La sua sensibilità poetica fu profondamente influenzata dal nonno, figura centrale nella sua formazione culturale. Fin dalla giovane età, Aslan fu introdotto alla poesia attraverso le letture del nonno, che gli recitava componimenti divanici del poeta Cigerxwîn, incoraggiandolo a leggerli e assimilarne lo spirito lirico.
Questo legame affettivo e letterario segnò l'inizio del suo interesse per la scrittura poetica, che si consolidò durante il periodo di detenzione. Fu proprio in carcere che iniziò a comporre le sue prime poesie. I suoi scritti iniziali furono pubblicati sulla rivista letteraria HAWAR, nota per portare avanti l'eredità ideologica e il fervore militante di figure come Mazlum Doğan e Ferhat Kurtay.
Dopo la sua liberazione, assunse la direzione editoriale del quotidiano nazionale Ütopya, dove pubblicò poesie e saggi incentrati su tematiche culturali e sociali. Nel 2004 fu tra i fondatori della Casa di Cultura e Arte Roza (Roza Kültür ve Sanat Evi), con l'obiettivo di promuovere la produzione artistica e letteraria nella regione.
Durante la sua gestione, furono avviate due riviste: DEM (in lingua turca) e Nûbîn (in lingua curda), entrambe orientate alla diffusione di contenuti letterari e culturali.
Tuttavia, sia il centro culturale sia le pubblicazioni furono successivamente chiusi per decisione governativa, senza che venisse fornita una motivazione ufficiale. Le riviste cessarono le attività dopo l’uscita del primo numero.
Le poesie, i saggi e i diari di Müslüm Aslan sono stati pubblicati in numerose riviste letterarie, tra cui Güney Dergisi, Ütopya, Yaratı, Hayal Dergisi, Tîgrîs, Kowar W, Tîroj e Dilop.
Müslüm Aslan è noto anche per il suo impegno in difesa dei diritti umani e per la sua opposizione costante a comportamenti antidemocratici. Ha frequentemente sostenuto la necessità di non rimanere in silenzio di fronte alle ingiustizie. In un episodio recente, ha preso posizione in merito al caso del fratello, incarcerato da trent'anni e non rilasciato nonostante avesse completato la pena, denunciando presunti trattamenti arbitrari. In tale occasione, ha rivolto un appello alla comunità progressista internazionale.
Il suo nome e alcune sue composizioni poetiche sono incluse anche nell’Antologia dei poeti del nord, un’opera curata dal poeta curdo Arjen Arî e riconosciuta a livello internazionale.
Numerosi suoi componimenti in lingua curda sono stati inoltre musicati e interpretati da celebri artisti curdi come Hasan Tercan, Bermal Çem, Diljen Ronî
e Raperîn.
Müslüm Aslan è un autore e compositore curdo noto per aver scritto testi e composto brani per numerosi artisti curdi di rilievo. In un'intervista, ha affrontato argomenti rilevanti riguardanti la creazione artistica e ha condiviso riflessioni e consigli su come sviluppare una maggiore creatività nel campo musicale.
Attualmente, Müslüm Aslan è membro del PEN Club Curdo e della Fondazione degli Scrittori Curdi.

## Opere
- Ayna (2005), J&J Yayınları (J&J Editore)
- Ru (2009), BM Yayınları (BM Editore)
- Nehirler Zindanlara Dökülür (2013), Esmer Yayınları (Esmer Editore)
- Aram (2021), J&J Yayınları (J&J Editore)
- Nefel (2024), Luvi Yayınları (Luvi Editore)

## Pubblicazioni su riviste letterarie
- 2004 MifteTîroj,  8.
- 2004 Xeydok, Tîroj, 9.
- 2021 Li wî çiyayî,  Dilop, 18.
- 2021 Ax Qurban, Güney (kovar), 96.
- 2021 Bendîman, Güney (kovar), 98.
- 2022 Amed, Güney (kovar), 100.
- 2022 Gora li nav sterkan, Güney (kovar), 101.
- 2022 Derew, Güney (kovar), 103.
- 2023 Hîv, Güney (kovar), 104.
- 2023 Şikestim, Güney (kovar), 105.
- 2023 Nerînên Zarokan, Güney (kovar), 106.
- 2024 Bext, Güney (kovar), 107.
- 2024 Grî, Güney (kovar), 108.
- 2024 Derî, Güney (kovar), 109.
- 2024 Hogiro, Güney (kovar), 110.
- 2024 Li te difikirim, Güney (kovar), 111.
- 2025 Xewn, Güney (kovar), 112